# Aitken (supercomputadora)
Aitken es una supercomputadora petaescalar ubicada en las instalaciones del Centro de Investigación Ames, cuyo hardware es provisto por Hewlett Packard Enterprise. Fue anunciada por la NASA el 22 de agosto de 2019, siendo puesto en marcha parcialmente.
Se basa en la supercomputadora prototipo Electra, dónde se buscaban métodos de refrigeración más eficientes, siendo una de las características del Aitken el ahorro de recursos por sobre la potencia de cálculo.
Su misión será el modelado y simulación en torno a alunizajes y otras investigaciones relacionadas con los futuros viajes a la luna planeados para 2024, y se pretende tenerla disponible tanto para científicos de la NASA como para otras organizaciones.
Fue puesta en marcha inicialmente con 1.152 nodos de la serie HPE SGI 8600 con procesadores Intel Xeon de segunda generación. Fue ampliada mediante la adición de 2.048 nodos de la serie HPE Apollo 9000 con procesadores AMD Epyc Rome, dando en conjunto 13.12 Pflop/s teórico, resultando en la supercomputadora de la NASA más poderosa.